# Mala hidroelektrarna Melje
Mala hidroelektrarna Melje (kratica Mala HE Melje) je ena izmed hidroelektrarn v Sloveniji, ki leži na reki Dravi. Hidroelektrarna se nahaja v mestnem predelu Melje na vzhodu Maribora. Z njo upravlja podjetje Dravske elektrarne Maribor. 
Hidroelektrarna je umeščena na jezovni zgradbi v Melju (Jez Melje), ki je bila zgrajena ob izgradnji prve hidroelektrarne kanalskega tipa Zlatoličje.. Začetki izgradnje male HE segajo v leto 2006, obratovati pa je začela januarja 2009.
Je najmanjša elektrarna na slovenskem delu Drave. Elektrarna izkorišča predpisan zimski pretok v strugo Drave, ki znaša 10 m³/sek, in v poletnih mesecih 20 m3/s. Nnjena letna proizvodnja električne energije znaša približno 8,69 GWh.